# Национална информационна линия за наркотиците, алкохола и хазарта
Националната информационна линия за наркотиците, алкохола и хазарта (НИЛНАХ) е първата структура в България, създадена с основната цел да предоставя на национално ниво информация и консултация относно видовете психоактивни вещества, ефектите и рисковете от употребата на наркотици и алкохол, проблемната игра на хазарт, зависимостите и методите за тяхното лечение, местата за помощ в страната, както и насоки за родители, близки и учители. Информационната линия предоставя услугите си чрез телефон, чат и електронна поща.

## История
Националната информационната линия за наркотиците, алкохола и хазарта (НИЛНАХ) е създадена чрез проект, спечелен в началото на 2008 г. от Асоциация за рехабилитация на зависими „Солидарност“ (днес сдружение „Фракарита България“). За периода 2008 – 2010 г. проектът е финансиран от програма МАТРА на Министерството на Външните работи на Кралство Холандия.
Партньори в него са Фондация „Тримбос Институт“ – Холандия, Национален център по наркомании – София, Превантивно-информационен център по проблемите на наркоманиите – София и Мобилтел ЕАД.
От 2011 г. до 2013 г. НИЛНАХ е финансирана частично от Министерство на здравеопазването чрез Националния център по наркомании по Националната стратегия за борба с наркотиците.
Българската национална информационна линия за наркотиците и алкохола е член на FESAT (Европейска фондация на информационните линии за наркотици) заедно с още около 50 информационни линии в Европа.

## Мисия
Мисията на Националната информационна линия за наркотиците и алкохола е да помогне на всички хора, които са пряко или косвено засегнати от употребата и злоупотребата с психоактивни вещества.

## Цели
- Да осигури надеждна и обективна информация относно ефектите и рисковете от употребата на психоактивни вещества.
- Да представя последните новини по темата – законови изменения, нови проучвания в областта.
- Да популяризира новите научни разкрития относно психоактивните вещества, зависимостите и лечението им.
- Да привлече вниманието на обществото към проблемите на наркоманиите и да съдейства за промяна на негативните обществени нагласи.
- Да повиши разбирането относно същността на зависимостите и лечението им.
- Да окаже подкрепа на нуждаещите се от помощ за излизане от изолацията и справяне с чувството за изключване.
- Промоция на здравно неформално образование на младите хора.

## Политика
- Анонимност и конфиденциалност – свързващите се с Националната информационна линия за наркотиците, алкохола и хазарта имат гарантирана анонимност и информацията относно случаите не се разпространява на трети лица. Това са ключови ценности при работата на информационните линии, които спомагат за създаването на безопасна среда, в рамките на която обаждащият се чувства спокоен да говори свободно.
- Достъпност – телефонната линия за помощ е достъпна през работно време, а извън него хората могат да използват e-mail формата на уебсайта.
- Обективност – информацията, която се предоставя, е обективна и не се поставят оценки на решенията, взети от хората. Към проблемите се подхожда без предразсъдъци и осъждане.
- Професионализъм – екипът е обучен да работи с проблемите, произтичащи от употребата или злоупотребата с психоактивни вещества. Консултациите се провеждат при спазване на етични стандарти и според добрите практики за телефонно и интернет консултиране.

## Дейности
- Поддържане на уебсайт с обширна информация относно видовете вещества, зависимостите, местата за лечение, новини от сферата, насоки за учители, близки и родители.
- Поддържане на телефонна линия за помощ, чат и e-mail. Чрез тези канали за комуникация се осъществява връзката с хората, които търсят контакт с информационната линия.
- Информиране относно ефектите, рисковете от употребата на психоактивни вещества, методите за лечение на зависимости.
- Насочване за лечение на зависимости към различни звена и специалисти на територията на цялата страна.
- Осигуряване на насоки за близките на употребяващи.
- Подбор и превод на различни изследвания в областта.
- Провеждане на първични обучения за наркотиците в училища по предварително структурирана програма.
- Извеждане на статистика относно типа обаждания (с кои вещества са свързани и какви проблеми са възникнали) с цел проследяване на тенденциите в областта и подобряване на изпълнението на дейностите на информационната линия.